# Казанская духовная академия
 Каза́нская духо́вная акаде́мия (тат. Казан руханилар академиясе) — высшее духовное учебное заведение Российской империи, располагавшееся в Казани. Существовало в 1797—1818 и 1842—1921 годы. В настоящее время ведётся работа по возрождению Казанской духовной академии.

## История

### Духовные школы в Казани в XVIII веке
Основанная в 1723 году в Казани, архиерейская элементарная школа была преобразована в 1732 году в семинарию по образцу Киевской духовной академии, доставившей сюда и первых учителей. В ней преподавались риторика, философия и богословие, а в конце XVIII века также история, география, математика и новые языки. В силу местных нужд преподавался здесь и татарский язык.

### Казанская духовная академия (1797—1818)
Вопрос о необходимости учреждения в Казани высшего духовно-учебного заведения был поставлен ещё в конце XVIII века. Дело в том, что Казань уже в то время получила значение центра религиозно-нравственного просвещения для всего обширного востока России, а Казанская духовная семинария получила настолько значительное развитие, что её приравнивали к Киевской и Московской академиям; к тому же на практике сказалось неудобство управления из далёкой по условиям сообщений того времени Москвы духовно-учебными заведениями восточной России. В видах всего этого Казанская духовная семинария указом от 18 декабря 1797 году была переименована в академию.
Для пополнения образования воспитанники академии посещали Казанский университет, где слушали лекции по предметам, не преподававшимся в академии. Однако выпускники академии этого периода не считались получившими высшее образование; по этой причине, с началом действия устава 1835 года, пришлось оставить преподавание в Казанском университете профессору богословия А. И. Нечаеву, М. В. Полиновскому и др.
Таково было происхождение так называемой старой казанской духовной академии, просуществовавшей до 1818 года. Совершившееся в царствование Императора Александра I (в 1808 и 1810 годах) преобразование духовно-учебных заведений, по плану которого в России предполагалось сохранить все существовавшие в то время четыре духовные академии, в том числе и казанскую, Казани, однако, не коснулось. Без достаточных материальных средств и без достаточных сил преподавательских эта старая академия влачила своё более нежели скромное существование.
21 сентября 1818 года Казанская Духовная академия была закрыта с целью проведения в ней ревизии, после которой Святейший Синод решил оставить статус академии только у трёх высших духовных школ: Киевской, Московской и Санкт-Петербургской. В Казани предполагалось оставить лишь только семинарию, сделав её подотчётной Санкт-Петербургской Духовной Академии.

### Возрождение Казанской духовной академии в 1840-е годы
Отдаленность Казани от других центров духовно-религиозного просвещения, а в особенности важное значение этого города в миссионерском отношении к концу 1830-х годов снова выдвинули вопрос о необходимости учреждения здесь высшего духовного учебного заведения, которое могло бы сделаться центром духовного просвещения и приготовления миссионеров для всего восточного края и Сибири. Особенно горячо взялся за осуществление этой идеи тогдашний обер-прокурор Святейшего Синода граф Николай Протасов.
25 мая 1842 года состоялось Синодальное предположение об учреждении в Казани духовной академии на 60 воспитанников, которое и удостоилось Высочайшего утверждения, а 30 июня 1842 года воспоследовал и Высочайший именной указ об учреждении в Казани духовной академии.

По сношению графа Протасова с казанским архиепископом Владимиром и с военным губернаторам Шиповым, немедленно же преступлено было к избранию места для сооружения здания академии, которое и было выбрано на Арском Поле, за военным госпиталем и против урочища, известного под названием «Русской Швейцарии». Составлен был избирательный комитет, объявлены торги на поставку материалов и на производство работ, и 8 мая 1845 года состоялась торжественная закладка нынешнего здания академии.

Казанскую духовную академию решено были открыть, не дожидаясь окончания постройки проектированного для неё собственного здания на Арском поле, и на первое время новое учебное заведение приютилось в помещениях Спасо-Преображенского монастыря, в стенах которого 8 ноября 1842 года и состоялось торжественное открытие академии — день, который впоследствии являлся днём ежегодного торжественного академического акта.
В комплект студентов академии в первый год существования её зачислено было 33 воспитанника, в числе которых находились покойный директор местной учительской семинарии, известный миссионер Николай Ильминский и протоиерей Александр Владимирский (профессор богословия в казанском университете, а затем ректор академии) — студенты первого выпуска 1846 года.
Общий строй академической жизни определялся уставом 1814 года, общим для всех духовных академий; отличительную черту составляло вызванное местными потребностями преподавание языков турецко-татарского, арабского, монгольского и калмыцкого.
В Спасо-Преображенском монастыре академия пробыла менее года; в 1843 году под помещение её наняты были верхние два этажа только что отстроенного после пожара каменного дома купца Мельникова, на Большой Проломной улице.
Здание духовной академии, заложенное на Арском поле, строилось и отделывалось в течение трёх лет, и только летом 1848 года казанская духовная академия переведена в новое, собственное, помещение, в котором 8 ноября этого года уже праздновала обычный годичный акт свой.

### Казанская духовная академия во второй половине XIX века
В 1854—1855 годы, в период правления архиепископа Казанского и Свияжского Григория (Постникова), в академии были открыты миссионерские отделения, направленные на просветительскую работу в среде старообрядцев («противораскольничье»), мусульман («противомусульманское»), буддистов («противобуддийское»), а также марийских и чувашских язычников.
В 1855 года на хранение в Казанскую духовную академию была сдана выдающаяся библиотека Соловецкого монастыря, когда Соловецкой обители угрожала вошедшая в Белое море английская эскадра. В дальнейшем эта библиотека, заключающая в себе множество важных в научном отношении рукописей, так и осталась при академии, послужив членам её материалом для целого ряда ценных ученых трудов и монографий, не говоря уже о предпринятом академиею научном описании сокровищ этой библиотеки. Заслуживает внимания и фундаментальная библиотека академии, отличающаяся своею полнотою и, в особенности, образцовым устройством и порядком.
С 1855 года казанская академия издавала и свой собственный учёный журнал — «Православный Собеседник», за время существования которого там было опубликовано немало материалов и исследований по богословским, историческим и словесным наукам.
По уставу 1884 года в академии Казанской полагается группа предметов миссионерских, подразделяющаяся на отделы татарский и монгольский.
В 1892 году академия праздновала 50-летие своего существования; к этому торжеству профессором её Петром Знаменским была изготовлена обширная и обстоятельная история этого учебного заведения.

### Казанская духовная академия в XX веке

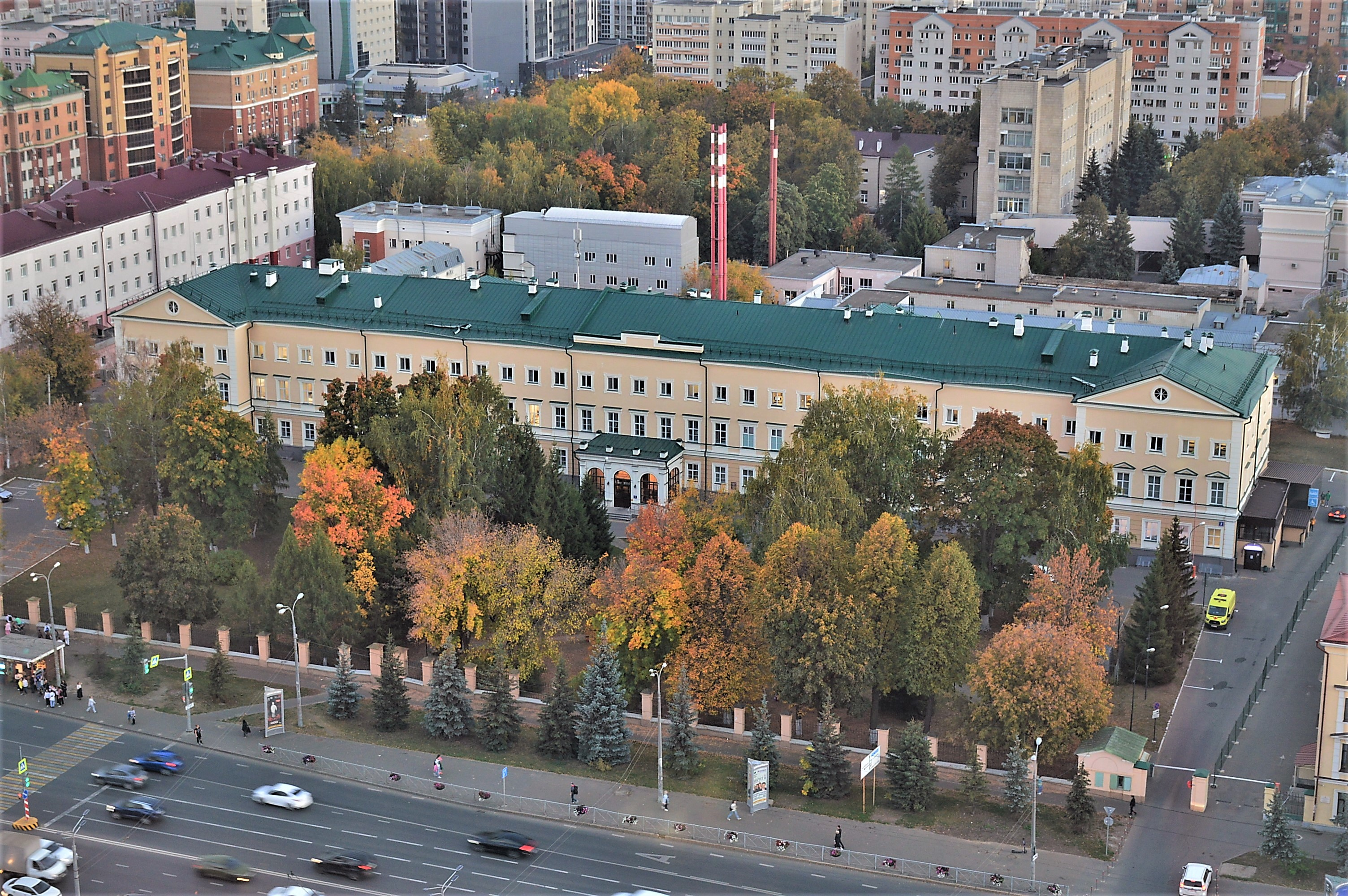
Здание КазДА: вид сверху

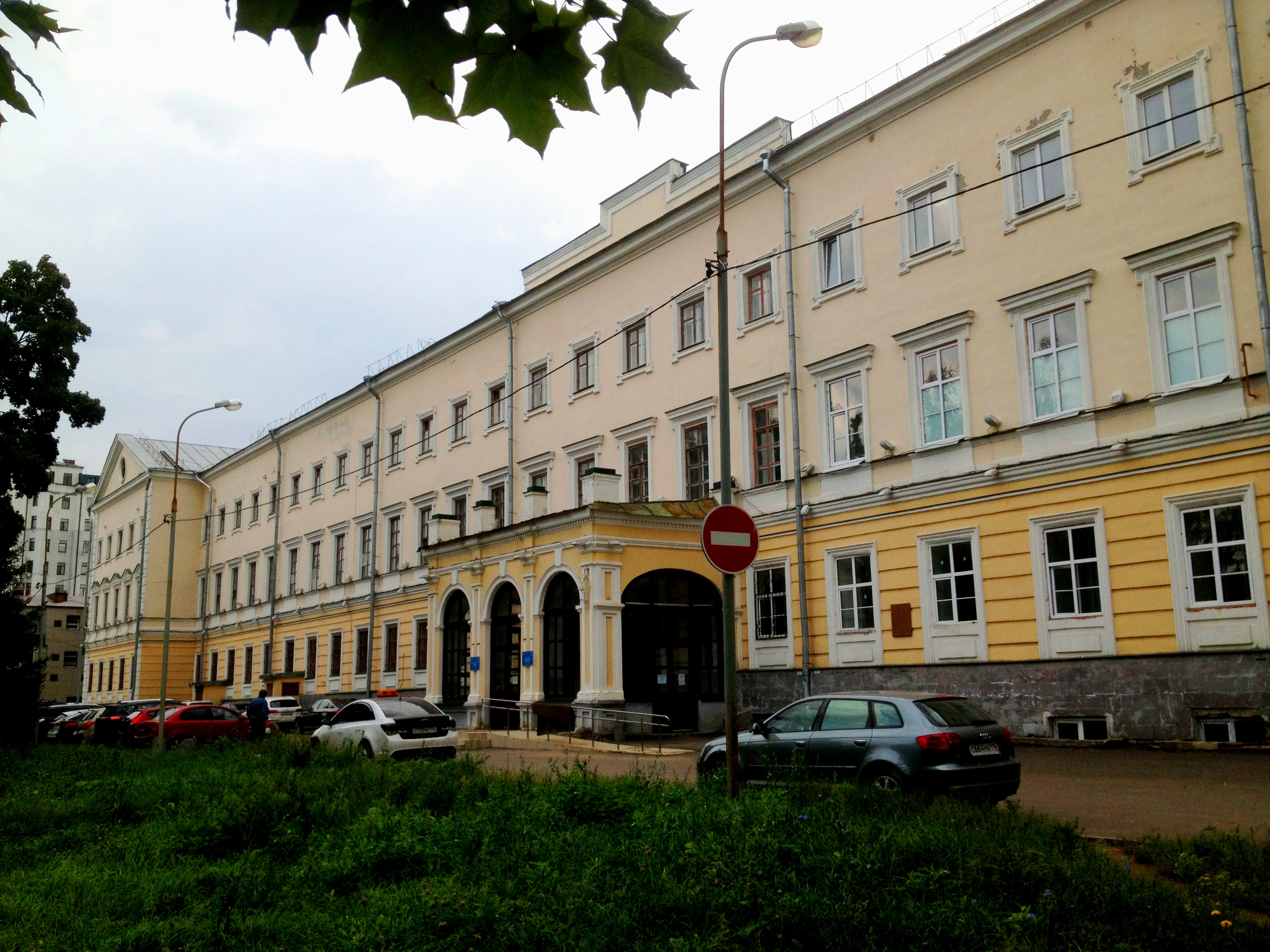
Здание КазДА

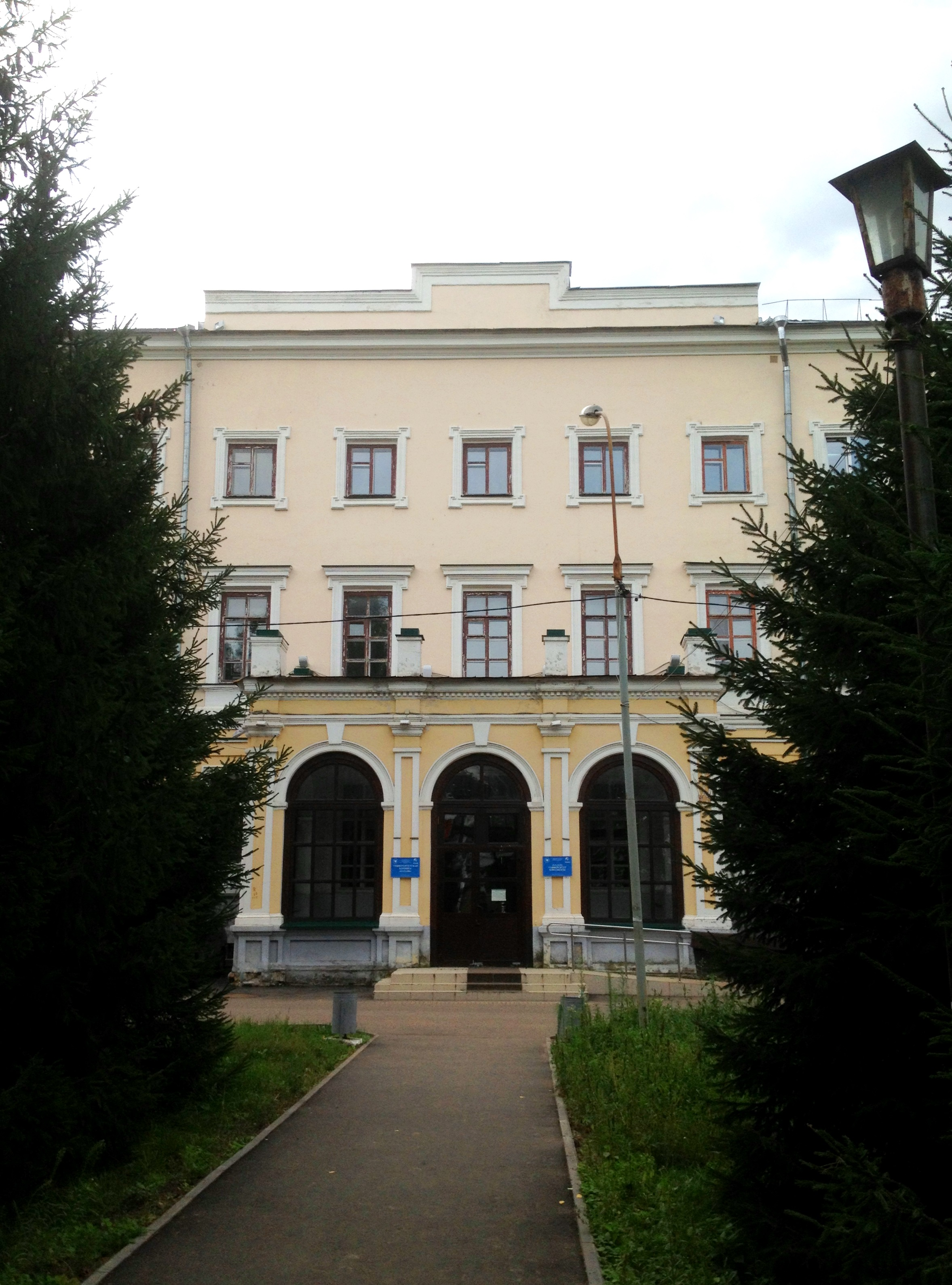
Главный вход

В августе 1917 года Казанская духовная академия была выселена Временным правительством из здания на Арском поле. В здании разместились эвакуированный из Пскова кадетский корпус, а также военный госпиталь.
В 1917—1918 годах занятия с воспитанниками академии продолжались в других помещениях, в основном в здании духовной семинарии (нынешний геофак КГУ на ул. Кремлёвской).
Перед угрозой прекращения существования Казанской Духовной академии её совет, испросив благословение священноначалия, готов был к тому, чтобы преобразоваться в богословский факультет Казанского университета. 20 апреля 1918 году профессор Константин Харлампович писал Николаю Глубоковскому, что «Луначарский стоит на непримиримой позиции и не допустит государственных богословских факультетов. Везде горе, мрак и позор, и просвета нигде не видно». Как и в Петрограде, большевистские власти не допустили слияния Казанской академии с университетом, и положение её ухудшалось с каждым днем.
В 1918 году в академии прошли последние выпускные экзамены и защита магистерских сочинений, выданы последние дипломы. О состоянии, в котором академия оказалась к началу 1919 года, её последний ректор, епископ Чистопольский Анатолий (Грисюк), писал: «Библиотека в наших руках и взята под свою защиту архивной комиссией. Половина наличных студентов (человек 20) и Ваш покорный слуга, а равно и канцелярия, помещаются в здании академическом. В главном здании заразный госпиталь, почему пришлось отказаться даже от академической церкви и перейти в приходскую. Треть корпорации находится по ту сторону фронта, а трое в Москве. Остальные профессора почти все служат на советской службе и сравнительно немногие на епархиальной или совмещают должности в академии».
В марте 1921 года был арестован ректор академии епископ Анатолий (Грисюк) и 20 её преподавателей. В ноябре академическая корпорация организовала Богословский институт во главе с профессором Казанской академии протоиереем Николаем Васильевичем Петровым и его помощником архимандритом Варсонофием (Лузиным). Коллегия Татарского Наркомпроса зарегистрировала институт, но просуществовал он менее года.

### Планы возрождения академии
В июне 2014 года сменивший митрополита Казанского и Татарстанского Анастасия (Меткина) на посту ректора Казанской духовной семинарии игумен Евфимий (Д. А. Моисеев) заявил в интервью журналистке Деловой электронной газете Татарстана «Бизнес Online» о том, что имеется благословение Патриарха Московского и всея Руси Кирилла всесторонне изучить вопрос о возрождении Казанской духовной академии, отметив, что для этого существуют необходимые предпосылки: «Казань — это университетский город с очень мощной образовательной традицией, одной из старейших в России. Исторически специфика образования в Казанской академии заключалась в изучении востоковедческих дисциплин, исламоведения, этнографии, восточных языков, языков и культуры народов Поволжья».
В качестве возможных мест её размещения рассматривались историческое здание Казанской духовной академии и территория городского поселения «Иннополис» в Верхнеуслонском муниципальном районе Республики Татарстан, а также здания Казанского Богородицкого и Воскресенского Новоиерусалимского монастырей.
Прибывший в июле 2015 года в Казань новый митрополит Казанский и Татарстанский Феофан (Ашурков) (возглавивший впоследствии Казанскую духовную семинарию) подтвердил планы возрождения Казанской духовной академии.

Я хотел бы сразу подчеркнуть: это не только моё желание, это наша церковная боль, что мы до сих пор ещё не возродили Казанскую духовную академию, которая действительно занимала особое место в жизни не только Русской Православной Церкви, не только в научном сообществе, но, я бы сказал, и на межправославном, международном уровне. Поэтому очень важно возродить и прерванную традицию, и духовную жизнь, и научную деятельность, и, как вы говорите, педагогическую, просветительскую. <…> Уже сейчас, поскольку существует духовная семинария с магистратурой, нужно готовить и профессорско-преподавательский состав путём отбора. Ведь в Казани довольно серьезная научная школа. И есть очень толковые профессора, преподаватели, научные сотрудники, которые с энтузиазмом восприняли весть о возможном возрождении Казанской духовной академии. И у нас ведь есть уже выкристаллизованная профессура: Московская, Санкт-Петербургская академии, Свято-Тихоновский университет. Есть уже ядро научного сообщества в Церкви. И, наверное, столицам придётся и поделиться, чтобы кто-то из профессуры приехал к нам на постоянное место жительства. Что при сегодняшних коммуникационных средствах, в том числе и передвижения, не будет большой проблемой.— Митрополит Казанский и Татарстанский Феофан (И. А. Ашурков) (интервью интернет-изданию «Православия и Мир», 17 сентября 2015 года)
Вопрос возрождения Казанской духовной академии поднимался митрополитом Казанским и Татарстанским Феофаном (Ашурковым) во время его встречи 30 сентября 2015 года в Казанском Кремле с Государственным Советником Республики Татарстан М. Ш. Шаймиевым.
В резолюции, принятой участниками проходившего 26 ноября 2015 года в Казани II Форума православной общественности Республики Татарстан отмечалась «важность принятия мер по дальнейшему развитию духовного образования и научно-богословской деятельности». «При этом особое внимание. — уточнялось в ней, — должно быть уделено совершенствованию учебно-образовательного процесса в Казанской духовной семинарии и созданию необходимых условий для нормального функционирования комплекса зданий семинарии. Детальной проработки и принятия согласованных решений требует проект возрождения Казанской духовной академии».

## Ректоры
- 25 июля 1797—1799 — Сильвестр (Лебединский)
- 24 августа 1799 — 15 января 1800 — Ксенофонт (Троепольский)
- 1800—1808 — Антоний Соколов
- 6 февраля 1808 — 18 марта 1816 — Епифаний (Канивецкий)
- 18 марта 1816 — 28 июля 1817 — Афанасий (Протопопов)
- 1817—1818 — Феофан (Александров)
- 1 июля 1842 — 1 мая 1844 — Иоанн (Оболенский)
- 5 мая 1844—1851 — Григорий (Миткевич)
- 29 февраля 1852—1854 — Парфений (Попов)
- 20 января 1854—1857 — Агафангел (Соловьёв)
- 17 марта 1857 — 31 марта 1864 — Иоанн (Соколов)
- 1864—1868 — Иннокентий (Новгородов)
- 29 июля 1868—1871 — Никанор (Бровкович) (с 2 июня по 28 июля 1870 года и. о. — И. П. Гвоздев[10])
- 1871—1895 — протоиерей Александр Владимирский
- 1895—1900 — архимандрит Антоний (Храповицкий)
- 20 июля 1900 — март 1905 — Алексий (Молчанов)
- август 1905—1912 — Алексий (Дородницын)
- 15 февраль 1912—1913 — Анастасий (Александров)
- 30 мая 1913—1922 — Анатолий (Грисюк)

## Выпускники академии
См. Выпускники Казанской духовной академии

## Издания академии
В 1912—1914 годах Казанская духовная академия выпускала (для бесплатного распространения) «Мир ислама» — первый российский исламоведческий журнал.